# 名取礼二
名取 礼二（なとり れいじ、名取 禮二、1912年（明治45年）1月2日 - 2006年（平成18年）11月20日）は、日本の生理学者。名取筋線維の創出と研究で知られる。文化勲章受章者。贈従三位（没時陞位）、贈勲一等瑞宝章（没後叙勲）。

## 人物
東京府生まれ。1929年旧制獨逸学協会中学校卒業、東京慈恵会医科大学予科入学。1936年東京慈恵会医科大学卒業。東京慈恵会医科大学教授などを経て、東京慈恵会医科大学学長・理事長、日本体力医学会理事長、全国医学部長病院長会議会長などを歴任。1976年（昭和51年）に朝日賞、1981年（昭和56年）文化功労者、1986年（昭和61年）には文化勲章を受章。森亘、岡本道雄、高久史麿らとともに日本国際医学協会名誉顧問、石川忠雄、江橋節郎とともに上原財団名誉理事などを務めた。死後、従六位から従三位に陞位された。
1941年（昭和18年）に東京慈恵会医科大学から授与された医学博士の学位論文の題は「筋短縮機構についての研究」。  
1957年（昭和32年）に日本で初めて開かれた筋収縮の国際シンポジウムについて、丸山工作元千葉大学学長は、「当時は国際学会を日本で開くのは大変なことでした。熊谷先生（元東京大学医学部教授）が主催し、名取礼二先生（元東京慈恵会医科大学学長）、殿村雄治先生（元大阪大学教授）、江橋節郎（元東京大学教授）、大澤文夫先生（元名古屋大学教授）が中心になったものです。この分野にはこれだけの錚々たる先生がすでに日本にいらしたのだと思うと、今考えてもたいしたものだと思います。名取先生は、ナトリファイバーで知られています。それまでは細胞膜を通して刺激が伝わると考えられていたのですが、膜をはがしたカエルの筋線維がCa刺激で収縮することを実験で示して世界を驚かせました」と述懐している。

## 著書
- 『運動の生理学 筋の動きを中心として』青山書院,1944
- 『筋生理学』丸善出版,1951
- 『現代スポーツ生理学』日本体育社,現代体育・スポーツ科学講座 1968

### 共編著
- 『生理学』浦本政三郎共著 学術書院,1948
- 『現代生理学 第4巻　運動の生理学』東竜太郎共編 河出書房 1955
- 『小児生理学』中川一郎共編 朝倉書店 1958
- 『体力測定』横堀栄,小川義雄共著 同文書院 1962
- 『臨床のための生理学』斎藤幸一郎他共著 朝倉書店 1967
- 『最新体力測定法』小川義雄他共著 東京同文書院 1970